# Castelo de Keshit
O Castelo de Keshit (em persa: قلعه کشیت) é um castelo histórico localizado no condado de Kerman, na província de Kerman, no Irão. A longevidade desta fortaleza remonta ao Império Seljúcida.